# 別役実
別役 実（べっちゃく みのる、べつやく みのる 1937年4月6日 - 2020年3月3日）は、日本の劇作家、童話作家、評論家、随筆家である。
サミュエル・ベケットの影響を受け、日本の不条理演劇を確立した第一人者である。日本藝術院会員。
理学博士・随筆家の寺田寅彦の姉、駒の曾孫にあたる。二歳年上の姉がいる。妻は女優の楠侑子。一人娘の怜は、イラストレーターのべつやくれいとして活動している。安岡章太郎は遠戚である。
早大在学中、安保闘争に参加、大学を中退。劇団「自由舞台」で上演した『象』で注目された。『マッチ売りの少女』(1966年)と『赤い鳥の居る風景』(1967年)で岸田戯曲賞、『諸国を遍歴する二人の騎士の物語』(1987年)で芸術選奨文部大臣賞受賞。評論やエッセイ、童話も書く。

## 来歴・人物
1937年、満洲国新京特別市（現中華人民共和国長春市）生まれ。父親・別役憲夫（1907 - 1945）は満州国の事務官であったが別役実が6歳の時に他界。終戦後1946年に日本に引き揚げてくる。はじめ父方の実家がある高知県高知市で寺田寅彦の旧宅（現・寺田寅彦記念館）に住む。その後小学生のうちに母方の実家のある静岡県清水市、ついで長野県長野市に転居する。以後高校卒業までは長野に住んだ。
満洲在住時は新京の春光国民学校に入学。引き揚げ後、高知市立小高坂小学校、清水市立江尻小学校（現・静岡市立清水江尻小学校）、長野市立城山小学校に在籍する。
長野市立柳町中学校に在籍時、教職にあった画家の上原正三と出会い、多くの薫陶を受ける。
長野北高校（現長野県長野高等学校）時代は画家を目指しつつ、聖書研究会に通うなどしていた。
高校卒業後上京。喫茶店のウェイターなどをしながら浪人生活を送り、早稲田大学政治経済学部政治学科に入学。早稲田では学生劇団「自由舞台」に入部。そこで鈴木忠志らと出会い、演劇と学生運動（六十年安保闘争）にのめり込む。その結果、経済的事情により同大学を中退（学費未納除籍）。発表された処女作は『AとBと一人の女』（1961年、自由舞台初演）だが、正確にはその前に書かれた習作として『貸間あり』『ホクロソーセージ』などがあった。
大学中退後は、土建一般労働組合の書記としてサラリーマン生活を送りつつ、喫茶店で作品を書き続ける日々を送る。1968年、『マッチ売りの少女』『赤い鳥の居る風景』で第13回岸田國士戯曲賞を受賞。同年、会社を退職し劇作家に専念するようになる。この時期には「雨が空から降れば」（作曲：小室等）などの詩作もある。
三津田健、中村伸郎、高木均といった俳優がよく別役作品に出演した。1990年代に入ってからは、日本劇作家協会の創立に関わる。平田オリザとの親交も深い。
2003年から2009年3月までは兵庫県にあるピッコロシアターに併設された兵庫県立ピッコロ劇団の代表を務めていた。2013年に芸術院会員に選ばれる。
2014年12月、青山円形劇場で新作劇の『雨の降る日は天気が悪い』が上演予定だったが、病気療養のために演目が『夕空はれて〜よくかきくうきゃく〜』（1985年作）に変更となった。
晩年はパーキンソン病に罹患し、入退院を繰り返していた。2020年に入って体調を崩し、3月3日に肺炎で死去した。82歳没。

## 作風
幻想的で独創的な作風が特徴で、登場人物が「男 1」「男 2」など、固有の名前を持たないことが多い。舞台には必ずと言っていいほど一本の電信柱、あるいはそれに相当するような柱のようなものが立っている。電信柱は、別役が宮沢賢治のファンであることに由来しており、別役は宮沢賢治原作のアニメ映画『銀河鉄道の夜』の脚本も手がけている。
エッセイ集も多数発表しており、「○○づくし」と題された事典類のパロディ的なシリーズがある。
美術への造詣もあり、NHK日曜美術館にスタジオゲストとして出演したり美術関連書籍の書評を執筆したこともある。

## 別役実の執筆スタイル
別役実は街の喫茶店で執筆するのを好んだことをエッセイやインタビューなどでたびたび語っている。そうした執筆に適した居心地のいい店として都内の複数の喫茶店を挙げることもあった。
また原稿は手書きが常であった。後年、編集部への提出が郵送からFAXになり、万年筆が水性ボールペンに変わったが、原稿を手書きする姿勢は最後まで変わらなかった。

## 社会的活動
劇作家協会の会長として著作権の問題などに積極的に意見を述べていた。特に注目されるのは、著作権の保護期間を延長しようという風潮が強まっている中、自ら作家でありながらその風潮にあえて反対の立場を取っていることである。別役自身は「これが議論の叩き台になってくれればよい」としており、必ずしも自分の意見に固執してはいないが、別役が著作権の保護期間の延長に反対の立場を取っている背景には、かつて宮沢賢治の作品をモチーフにしようとした際、宮沢の著作権を承継した者のガードが大変固く、作品の発表が大幅に遅れたという経験が大きい。
2006年度の大学入試センター試験において別役の文章が出題されたが、こういった立場から過去問題集に本文の掲載を認めていない。

## 受賞歴
- 1968年、『マッチ売りの少女』『赤い鳥の居る風景』で第13回岸田國士戯曲賞。
- 1988年、芸術選奨文部大臣賞。
- 2007年、第42回紀伊国屋演劇賞。
- 2008年、『やってきたゴドー』で第11回鶴屋南北戯曲賞・2008年度朝日賞[11]。
- 2012年、第19回読売演劇大賞・芸術栄誉賞。

## 作品

### 戯曲
※情報は初演時のもの。 
- ホクロ・ソーセーヂ（執筆年不明、未上演）
- AとBと一人の女（1961年、自由舞台）
- 象（1962年、自由舞台）
- 門（1966年、早稲田小劇場）
- 堕天使（1966年、演劇企画集団66）
- マッチ売りの少女（1966年、早稲田小劇場）
- マクシミリアン博士の微笑（1967年、早稲田小劇場）
- カンガルー（1967年、文学座）
- 赤い鳥の居る風景（1967年、演劇企画集団66）
- 或る別な話（1968年、早稲田小劇場）
- スパイ物語 へのへのもへじの謎（1970年、演劇企画集団66）
- 不思議の国のアリス（1970年、俳優小劇場）
- アイ・アム・アリス（1970年、俳優小劇場）
- 街と飛行船（1970年、青俳）
- 黄色いパラソルと黒いコーモリ傘（1970年、演劇企画集団66）
- そよそよ族の叛乱（1971年、俳優座）
- ポンコツ車と五人の紳士（1971年、群像座）
- 獏 もしくは断食芸人（1972年、五月舎）
- 青い馬（1972年、人形劇団プーク）
- 移動（1973年、手の会）
- 海とうさぎ（1973年、俳小スタジオ・ノーヴァ）
- 椅子と伝説（1974年、手の会）
- 数字で書かれた物語 死のう団顛末記（1974年、文学座アトリエの会）
- 死体のある風景（1974年）
- 正午の伝説（1975年、グループ・ナック）
- 壊れた風景（1976年、演劇集団 円）
- あーぶくたった、にぃたった（1976年、文学座アトリエの会）
- バス停のある風景（1976年、グループ・ナック）
- にしむくさむらい（1977年、文学座アトリエの会）
- 場所と思い出（1977年、手の会）
- 海ゆかば水漬く屍（1978年、文学座アトリエの会）
- 一軒の家・一本の樹・一人の息子（1978年、演劇集団 円）
- 舞え舞えかたつむり（1978年、かたつむりの会）
- 天才バカボンのパパなのだ（1978年、文学座アトリエの会）
- 小さな家と五人の紳士（1979年、グループ・ナック）
- 虫たちの日（1979年、渋谷ジァン・ジァン）
- マザー・マザー・マザー（1979年、手の会）
- 天神さまのほそみち（1979年、文学座アトリエの会）
- 受付（1980年、かたつむりの会）
- 木に花咲く（1980年、青年座）
- 赤色エレジー（1980年、文学座アトリエの会）
- 雰囲気のある死体（1980年、演劇集団 円）
- その人ではありません（1981年、かたつむりの会・日高企画）
- 病気（1981年、文学座アトリエの会）
- 会議（1982年、手の会）
- 足のある死体（1982年、かたつむりの会・日高企画）
- 太郎の屋根に雪降りつむ（1982年、文学座アトリエの会）
- そして誰もいなくなった―ゴドーを待つ十人の小さなインディアン（1982年、本多企画）
- うしろの正面だあれ（1983年、演劇集団 円）
- 星の時間（1983年、かたつむりの会＋日高企画）
- メリーさんの羊（1984年、渋谷ジァン・ジァン）
- 眠っちゃいけない子守歌（1984年、かたつむりの会・日高企画）
- 街角の事件（1984年、手の会）
- ハイキング（1984年、文学座アトリエの会）
- 《不思議の国のアリス》の帽子屋さんのお茶の会（1984年、演劇集団 円）
- 窓を開ければ港が見える（1985年、俳優座劇場・木山事務所）
- 部屋（1985年、かたつむりの会・日高企画）
- おたまじゃくしはかえるの子（1985年、演劇集団 円）
- 夕空はれて―よくかきくうきゃく―（1985年、文学座アトリエの会）
- 湯たんぽを持った脱獄囚―求むな、されど与えられん―（1986年、かたつむりの会）
- 白瀬中尉の南極探検（1986年、手の会）
- さらだ殺人事件（1986年、文学座アトリエの会）
- 赤ずきんちゃんの森の狼たちのクリスマス（1986年、演劇集団 円）
- ジョバンニの父への手紙（1987年、文学座）
- トイレはこちら（1987年、かたつむりの会・日高企画）
- 諸国を遍歴する二人の騎士の物語（1987年、パルコ）
- もーいいかい・まーだだよ（1988年、演劇集団 円）
- 向こう横丁のお稲荷さん（1988年、かたつむりの会）
- すなあそび（1988年、演劇企画集団66）
- 卵の中の白雪姫（1988年、演劇集団 円）
- ももからうまれたももたろう（1988年、文学座アトリエの会）
- いかけしごむ（1989年、かたつむりの会）
- アカイツキ（1989年）※未上演
- ドラキュラ伯爵の秋（1989年、パルコ・木山事務所）
- 青ひげと最後の花嫁（1989年、文学座アトリエの会）
- 招待されなかった客（魔女ものがたり・その1）（1990年、かたつむりの会）
- 眠れる森の美女（1990年、演劇集団 円）
- 山猫からの手紙 イーハトーボ伝説（1990年、文学座）
- 歌うシンデレラ（1990年、演劇集団 円）
- 寝られます（魔女ものがたり・その2）（1991年、かたつむりの会）
- 続・ポンコツ車と五人の紳士（1991年、俳優座劇場）
- 猫ふんぢゃった（1991年、文学座アトリエの会）
- とうめいなすいさいが（1992年、演劇企画集団66）
- 死のような死（魔女ものがたり・その3）（1992年、かたつむりの会）
- わが師・わが街（1992年、演劇集団 円）
- カラカラ天気と五人の紳士（1992年、俳優座劇場）
- はるなつあきふゆ（1993年、日本劇団協議会・木山事務所）
- 魔女の猫探し（1993年、かたつむりの会）
- 窓から外を見ている（1993年、文学座アトリエの会）
- 風に吹かれてドンキホーテ（1993年、演劇集団 円）
- ピンクの象と五人の紳士（1993年、俳優座劇場）
- 消えなさい・ローラ（1994年、かたつむりの会）
- 森から来たカーニバル（1994年、演劇集団 円）
- 鼻（1994年、文学座アトリエの会）
- 風の中の街（1995年、兵庫県立ピッコロ劇団）
- 六月の電話（1995年、かたつむりの会）
- この道はいつか来た道（1995年、木山事務所）
- 雛（1995年、文学座アトリエの会）
- ねこ・こんさるたんと（1995年、演劇集団 円）
- 遊園地の思想（1996年、俳優座劇場）
- クランボンは笑った（1996年、かたつむりの会）
- 金襴緞子の帯しめながら（1997年、文学座アトリエの会）
- 春のうららの隅田川（1997年、演劇集団 円）
- もうひとりの飼主（1997年、かたつむりの会）
- さらっていってよピーターパン（1997年、兵庫県立ピッコロ劇団）
- 雨が空から降れば（1997年、文学座）
- いぬもあるけばぼうにあたる（1998年、俳優座劇場）
- 月と卵（1998年、かたつむりの会）
- 山猫理髪店（1998年、木山事務所）
- ホクロのある左足（1998年、兵庫県立ピッコロ劇団）
- 帰ってきたピノッキオ（1998年、演劇集団 円）
- 猫町（1999年、演劇集団 円）
- 十六夜日記（1999年、かたつむりの会）
- 青空・もんしろちょう（2000年、木山事務所）
- 最後の晩餐（2000年、文学座）
- おままごと（2000年、兵庫県立ピッコロ劇団）
- ちりもつもれば（2001年、俳優座劇場）
- 当世風雨月物語（2001年、演劇集団 円）
- 空飛ぶ雲の上団五郎一座（2002年）
- はごろも（2002年、木山事務所）
- りんりんりんごの木の下で（2002年、演劇集団 円）
- むりがとおれば（2003年、俳優座劇場）
- たてばしゃくやく すわればぼたん（2003年、兵庫県立ピッコロ劇団）
- 千年の三人姉妹（2004年、アートスフィア）
- 神戸・わが街（2004年、兵庫県立ピッコロ劇団）
- 賢治幻想 電信柱の歌（2004年、弘前劇場）
- トラップストリート（2004年、演劇集団 円）
- コント・ア・ラ・カルト当世殺人考（2005年、木山事務所）
- 飛んで孫悟空（2005年、兵庫県立ピッコロ劇団）
- 青い鳥ことりなぜなぜ青い チルチルとミチルの冒険（2006年、演劇集団 円）
- やってきたゴドー（2007年、木山事務所）
- 犬が西むきゃ尾は東「にしむくさむらい」後日譚（2007年、文学座アトリエの会）
- 三匹の子豚のトンチンカン（2007年、兵庫県立ピッコロ劇団）
- 夜と星と風の物語 「星の王子さま」より（2008年、THEATER1010）
- 風のセールスマン（2009年、トム・プロジェクト）
- らくだ（2009年、民藝）
- 花のもとにて春死なむ 本朝・櫻の園・顛末記（2010年、兵庫県立ピッコロ劇団）
- にもかかわらず、ドン・キホーテ（2011年、文学座アトリエの会）
- 同居人（2011年、名取事務所）
- 魔女とたまごとお月様（2012年、演劇集団 円）
- 不条理・四谷怪談（2013年、兵庫県立ピッコロ劇団）
- 背骨パキパキ「回転木馬」（2014年、名取事務所）
- あの子はだあれ、だれでしょね（2015年、文学座アトリエの会）
- 月・こうこう, 風・そうそう（2016年、新国立劇場）
- オズのオジさんやーい（2016年、兵庫県立ピッコロ劇団）
- -注文の多い料理昇降機-「ああ、それなのに、それなのに」（2018年、名取事務所）

### テレビドラマ
- 『おかあさんといっしょ おはなしこんにちは』（NHK、1972-1973年）
- 『静かなる爆薬』（NHK総合、1972年12月16日）
- 『あの角の向う』（NHK総合、1974年9月18日）
- 『うわさの委員会』（NHK総合、1975年11月30日）
- NHK少年ドラマシリーズ『風の又三郎』（NHK総合、1976年12月6日～9日）
- 『愛を病む』（NHK総合、1980年）
- 『星の牧場』（NHK総合、1981年11月2日～3日）
- 『人間到る処青山あり～ニューヨーク巡礼行』（NHK総合、1991年11月4日）

### ラジオドラマ
- 地下鉄のアリス（1977年3月22日放送）
- 海を渡る老人たち（1979年）

### 映画
- 戒厳令 (1973年の映画)（1973年）監督：吉田喜重、主演：三國連太郎
- 銀河鉄道の夜（1985年）アニメ

### 作詞
- 混声合唱組曲「六つの子守歌」（1978年、作曲：池辺晋一郎）
  - 『風の子守歌』『空と海の子守歌』『いつもの子守歌』『思い出の子守歌』『おさかなの子守歌』『眠っちゃいけない子守歌』

#### NHKみんなのうた
- 雨が空から降れば（1976年10月 - 11月、作曲・歌：小室等）
- 風の子守歌（1976年12月 - 1977年1月、作曲：池辺晋一郎、歌：岸部シロー）
- 空にはお月さま（1977年4月 - 5月、作曲：宇野誠一郎、歌：星野美樹子）
- 空と海の子守歌（1977年10月 - 11月、作曲：池辺晋一郎、歌：堺正章）
- まるで世界（1984年4月 - 5月、作曲：池辺晋一郎、歌：山田康雄）

※「風の子守歌」を除く4曲の映像は大井文雄が担当した。

## 著書

### 童話・小説
- 淋しいおさかな 三一書房 1973 のちPHP文庫
- 黒い郵便船 三一書房 1975
- さばくの町のXたんてい 講談社 1976
- 星の街のものがたり 三一書房 1977
- 探偵物語 大和書房 1977
- あまんちゅうのまち 旺文社 1978
- 山猫理髪店 三一書房 1979
- コン・セブリ島の魔法使い 旺文社 1981
- 丘の上の人殺しの家 リブロポート 1981
- そよそよ族伝説 1-3 三一書房 1982-1985
- ゼレファンタンケルダンス スズキコージ絵 リブロポート 1983
- おさかなの手紙 三一書房 1984
- ねこのおんせん 佐野洋子：絵 教育画劇 1986
- 探偵X氏の事件 王国社 1986
- 風の研究 童話集 三一書房 1988
- モーの入院 朝倉摂：絵 リブロポート 1990
- 眠り島 白水社 1992
- 別役実の「贋作天地創造」 その日、神さまは… 朝日新聞社 1998

### エッセイ
- 電信柱のある宇宙 白水社 1980 のち白水Uブックス
- わんだぁらんど安曇野 桐原書店 1981
- 虫づくし 鳥書房 1981 のちハヤカワ文庫（づくしシリーズ1）
- けものづくし 真説・動物学大系 平凡社 1982 のちライブラリー（づくしシリーズ2）
- 鳥づくし 続真説・動物学大系 平凡社 1985 のちライブラリー（づくしシリーズ3）
- 別役実の名画劇場 パロディ・シアター 王国社 1985
- 馬に乗った丹下左膳 エッセイ集 リブロポート 1986
- 恐竜の飼いかた教えます ロバート・マッシュ（訳）平凡社 1986
- 道具づくし 大和書房 1986 のちハヤカワ文庫（づくしシリーズ4）
- 当世・商売往来 岩波新書、1988 のち朝日文庫
- 魚づくし 続々真説・動物学大系 平凡社 1989（づくしシリーズ5）
- 別役実の当世病気道楽 三省堂 1990 のちちくま文庫
- 日々の暮し方 白水社 1990 のち白水Uブックス
- イーハトーボゆき軽便鉄道 リブロポート 1990 のち白水Uブックス
- 当世悪魔の辞典 王国社 1991 のち朝日文芸文庫
- 現代犯罪図鑑 玖保キリコ 岩波書店 1992（シリーズ<物語の誕生>）
- 当世もののけ生態学 早川書房 1993 「もののけづくし」ハヤカワ文庫（づくしシリーズ6）
- 別役実の人体カタログ 平凡社 1993
- 思いちがい辞典 リブロポート 1993 のちちくま文庫
- 教訓 汝、忘れる勿れ 王国社 1993
- カナダのさけの笑い 弥生書房 1994
- 都市の鑑賞法 大和書房 1995
- ことわざ悪魔の辞典 王国社 1997 のちちくま文庫
- 満ち足りた人生 白水社 1997 のちUブックス
- さんずいづくし 白水社 2001（づくしシリーズ7）
- 左見右見四字熟語 大修館書店 2005
- さんずいあそび 白水社 2006

### 評論
- 『言葉への戦術』烏書房 1972
- 『戒厳令 伝説・北一輝』角川書店 1973
- 『別役実の犯罪症候群』三省堂 1981 のちちくま学芸文庫
- 『台詞の風景』白水社 1984 のちUブックス
- 『ベケットと「いじめ」 ドラマツルギーの現在』岩波書店 1987 のち白水Uブックス
- 『犯罪季評』朝倉喬司 朝日文庫 1991
- 『宇宙遊泳する現代』弥生書房 1991
- 『犯罪の見取図』王国社 1994
- 『「いじめ」考』春秋社 1995 （芹沢俊介、山岸哲との共著）
- 『17歳のバタフライナイフ 突破者犯罪を語る』共著 宮崎学 三一書房労働組合 2000
- 『別役実の犯罪のことば解読事典』三省堂 2001
- 『「母性」の叛乱 平成犯罪事件簿』中央公論新社 2002
- 『別役実の演劇教室 舞台を遊ぶ』白水社 2002
- 『うらよみ演劇用語辞典』小学館 2003
- 『別役実のコント教室 不条理な笑いへのレッスン』白水社 2003
- 『別役実のコント検定! 不条理な笑いのライセンスをあなたに』白水社 2008
- 『ことばの創りかた 現代演劇ひろい文』論創社　2012
- 『東京放浪記』平凡社 2013

### 戯曲集
- 『マッチ売りの少女・象 戯曲集』三一書房 1969
- 『不思議の国のアリス 第二戯曲集』三一書房 1970
- 『移動』新潮社（書下ろし新潮劇場）1971
- 『そよそよ族の叛乱 第三戯曲集』三一書房 1971
- 『象は死刑』大和書房 1973
- 『椅子と伝説』新潮社（書下ろし新潮劇場）1974
- 『数字で書かれた物語 第四戯曲集』三一書房 1974
- 『赤い鳥の居る風景』角川文庫 1974
- 『あーぶくたった、にぃたった 戯曲集』三一書房 1976
- 『にしむくさむらい 戯曲集』三一書房 1978
- 『天才バカボンのパパなのだ 戯曲集』三一書房 1979
- 『マザー・マザー・マザー 戯曲集』三一書房 1980
- 『木に花咲く 戯曲集』三一書房 1981
- 『足のある死体・会議 戯曲集』三一書房 1982
- 『太郎の屋根に雪降りつむ 戯曲集』三一書房 1983
- 『メリーさんの羊 戯曲集』三一書房 1984
- 『ハイキング 戯曲集』三一書房 1985
- 『白瀬中尉の南極探検 戯曲集』三一書房 1986
- 『ジョバンニの父への旅 戯曲集』三一書房 1988
- 『諸国を遍歴する二人の騎士の物語 戯曲集』三一書房 1988
- 『ドラキュラ伯爵の秋 戯曲集』三一書房 1990
- 『山猫からの手紙 戯曲集』三一書房 1991
- 『はるなつあきふゆ 戯曲集』三一書房 1993
- 『猫ふんぢゃった 戯曲集』三一書房 1993
- 『赤ずきんちゃんの森の狼たちのクリスマス 音楽劇』新水社 1993
- 『風に吹かれてドンキホーテ 戯曲集』三一書房 1994
- 『カラカラ天気と五人の紳士 戯曲集』三一書房 1994
- 『森から来たカーニバル 戯曲集』三一書房 1996
- 『遊園地の思想 戯曲集』三一書房 1997
- 『金襴緞子の帯しめながら 戯曲集』三一書房 1998
- 『別役実 1 壊れた風景/象』ハヤカワ演劇文庫 2007
- 『やってきたゴドー』論創社 2010
- 『さらっていってよピーターパン』論創社 2011
- 『別役実の混沌コント』三一書房 2017
- 『別役実 2 ジョバンニの父への旅／諸国を遍歴する二人の騎士の物語』ハヤカワ演劇文庫 2018

### 作家・作品論
- 悲劇喜劇 2015年11月号 特集 別役実（早川書房）
- 内田洋一『風の演劇 評伝別役実』（白水社、2018年）ISBN 4560096503
- 悲劇喜劇 2020年7月号 追悼・別役実（早川書房）
- ユリイカ 2020年10月臨時増刊号 総特集別役実の世界（青土社）ISBN 479170391X
- 『別役実のつくりかた』（早稲田大学演劇博物館、2021年）ISBN 9784948758230

## 未発表戯曲「ホクロソーセージ」について
ナンセンス喜劇だったと言われている。肉屋の主人が妻を殺してしまい、それが露見しないように妻をソーセージにして売ってしまう。ところが、ソーセージの中にホクロが入っており、肉屋の主人の妻が大きなホクロを持っていたことから、ひょっとして主人が妻を殺したのではないかという噂が立つというあらすじである。
別役実の死後、早稲田大学演劇博物館に寄贈された資料の中から「ホクロ・ソーセーヂ」と題された戯曲の自筆原稿が発見された。演劇博物館では企画展示においてこの自筆原稿を展示するとともに、全文を図録に採録した。

## 別役実フェスティバル
18団体が参加し、別役作品19演目を、2015年3月〜2016年7月の約1年半に渡って上演していた。。
- 北九州芸術劇場 - 『≪不思議の国のアリスの≫帽子屋さんのお茶の会』（あうるすぽっと、2015年3月21日・22日）
  - 『会議』（北九州芸術劇場　小劇場、2016年3月5日〜7日）
- 新宿サニーサイドシアター - 『ポンコツ車と五人の紳士』『寝られます』（新宿サニーサイドシアター、2015年5月13日〜17日）[14]
- LAVINIA - 『≪不思議の国のアリスの≫帽子屋さんのお茶の会』（ウッディシアター中目黒、2015年5月20日〜24日）
  - 番外公演として同会場にて2016年5月25日〜29日に再演[15]
- 劇団青年座 - 『山猫からの手紙 ―イーハトーボ伝説―』（青年座劇場、2015年5月29日〜6月7日）[16]
  - 『別役実を読む、聞く、語る』（『部屋』『淋しいおさかな』 ）（別役実フェスティバル交流プロジェクトVol.1、青年座劇場、2015年8月19日・20日）[17]
  - 『別役実を歌う〜劇中歌コンサート〜』』 （別役実フェスティバル交流プロジェクトVol.2、東京芸術劇場シアターウエスト、2016年1月5日・6日）[18]
- 劇団俳協 - 『≪不思議の国のアリスの≫帽子屋さんのお茶の会』（TACCS1179（俳協ホール）、2015年6月4日〜7日）[19]
- Pカンパニー - 『ジョバンニの父への旅』（シアターグリーン　Box in Box THEATER、2015年6月10日〜14日）[20]
  - 『雨が空から降れば』（同会場、2016年4月27日〜5月2日）
- 劇団俳優座 - 『象』（劇団俳優座5階稽古場、2015年6月14日〜21日）[21]
- 劇団民藝 - 『卵の中の白雪姫』（スタジオM、2015年7月24日〜29日）[22]
- 劇団キンダースペース - 『赤い鳥の居る風景』（北とぴあペガサスホール、2015年7月24日〜26日）[23]
- 名取事務所 - 『壊れた風景』（下北沢小劇場B1、2015年7月29日〜8月2日）[24]
- 兵庫県立ピッコロ劇団 - 『さらっていってよ　ピーターパン』（ピッコロシアター大ホール、2015年8月8日・9日）
- 劇団銅鑼 - 『はるなつあきふゆ』（銅鑼アトリエ、2015年9月7日〜13日）
- 文学座 - 『あのこはだあれ、だれでしょね〜尼崎連続変死事件より〜』（文学座アトリエ、2015年9月16日〜30日）
- テアトル・エコー - 『諸国を遍歴する二人の騎士の物語』（恵比寿・エコー劇場、2015年10月16日〜28日）
- 山の羊舎 - 『うしろの正面だあれ』（下北沢小劇場B1、2015年11月4日〜8日）[25]
  - 番外公演『窓から外を見ている』（同会場、2016年7月7日〜10日）
- 演劇集団円 - 『≪不思議の国のアリスの≫帽子屋さんのお茶の会』（シアターΧ、2015年12月19日〜27日）
- 劇団昴 ザ・サード・ステージ -『街と飛行船』（東京芸術劇場 シアターウエスト、2016年1月9日〜13日）[26]
- 新国立劇場 - 『「かぐや姫伝説」より 　月・こうこう, 風・そうそう』（新国立劇場 小劇場 THE PIT、2016年7月13日〜31日）[27]

フェスティバルの概要は別役実フェスティバル実行委員会 (betsuyaku.fes) - Facebook参照

## 関連人物
- 鈴木忠志（演出家）
- 高橋昌也（演出家・演劇集団 円）
- 中村伸郎（出演者・演劇集団 円）
- 岸田今日子（出演者・演劇集団 円）
- 三谷昇（出演者・演劇集団 円）
- 高木均(出演者・元演劇集団円)
- 常田富士男（出演者）
- 角野卓造（出演者・文学座）
- 藤原新平（演出家・文学座）
- 村井志摩子（劇作家・演出家・かたつむりの会）
- 楠侑子（女優・妻）
- べつやくれい（イラストレーター・娘）
- 寺田東一(友人)